# هتل سیسیل (لس آنجلس)
هتل سیسیل (به انگلیسی: Cecil Hotel) در مرکز شهر لس آنجلس، یک هتل ارزان با ۶۰۰ اتاق مهمان (در اصل ۷۰۰ اتاق) است. این هتل در سال ۱۹۲۴ ساخته شد و برای کسب و کار مسافران در نظر گرفته شده بود، اما در سال ۱۹۵۰، شهرت آن به یک اقامتگاه گذرا تبدیل شد. بخشی از هتل در سال ۲۰۰۷ مرمت شد و صاحبان جدیدی را به خود دید.
همچنین این هتل برای چند خودکشی و فعالیت‌های جنایی شامل سه قتل، شناخته شده‌است. قابل ذکر است که این هتل محل اقامت قاتلان زنجیره‌ای همچون ریچارد رامیرز در سال ۱۹۸۵ و جک اونتروگر در سال ۱۹۹۱ بوده است.
در فوریه ۲۰۱۳، جسد برهنه الیسا لم، یک دانشجوی ۲۱ ساله کانادایی، در داخل یکی از مخازن ذخیره آب در پشت بام هتل پیدا شد. لم در ۳۱ ژانویه به‌طور کامل ناپدید شد، و جسد تجزیه شدهٔ او در ۱۹ فوریه توسط یک کارگر تعمیر و نگهداری در یکی از مخازن آب پشت بام پیدا شد، پیش از یافتن او، مهمانان در مورد فشار کم‌آب و رنگ تیره و «طعم بد» شکایت کرده بودند. مقامات، مرگ لم را غرق شدن تصادفی توصیف نمودند. این در حالی است که دوربین‌های مداربسته فیلم‌های گرفته شده از داخل یک آسانسور را نشان می‌دادند که لم، اقدام‌های عجیبی همچون، فشار دادن پشت سرهم دکمه آسانسور، پنهان شده در گوشه‌ای از آسانسور و تکان دادن شدید دست‌های خود، را انجام می‌دهد، که باعث گمانه زنی‌های گسترده در مورد علت مرگ او شد.
در سال ۲۰۱۱، هتل سیسیل به «Stay on Main» تغییر نام یافت، و یک وب سایت جدید به آدرس stayonmain.com، ساخته شده‌است. thececilhotel.com، وب سایت قدیمی همچنان تا پایان سال ۲۰۱۳ در دسترس بود.